# Élections départementales de 2015 dans l'Yonne
Les élections départementales ont lieu les 22 et 29 mars 2015.

## Contexte départemental
Pour ces élections, les binômes se présentent sous certaines étiquettes d'alliance au niveau départemental malgré certaines exceptions dans certains cantons.
- La majorité départementale présentent des candidats sous l'étiquette UMP -UDI
- L'opposition de gauche soutenue par le PS présente ses candidats sous l'étiquette ACSY (Ambition Citoyenne et Solidaire pour l'Yonne)
- Le Front de Gauche et les écologistes d'EÉLV présentent des candidats sous une étiquette commune : l'ACSES (Alternative Citoyenne, Sociale, Écologique et Solidaire)
- Le Rassemblement bleu Marine - FN présentent des binômes dans tous les cantons.
- Le parti Debout la France présente des candidats dans 2 cantons
- Le parti Nouvelle Donne présente des candidats dans un canton
- Certains binômes se présentent sans étiquette, ou comme divers gauche ou divers droite

### Assemblée départementale sortante
Avant les élections, le conseil général de l'Yonne est présidé par André Villiers (UDI).
Il comprend 42 conseillers généraux issus des 42 cantons de l'Yonne.
Après le redécoupage cantonal de 2014, ce sont 42 conseillers départementaux qui seront élus au sein des 21 nouveaux cantons de l'Yonne.
| Parti                                | Sigle | Sigle | Élus |
| ------------------------------------ | ----- | ----- | ---- |
| Majorité (27 sièges)                 |       |       |      |
| Union pour un mouvement populaire    |       | UMP   | 14   |
| Divers droite                        |       | DVD   | 9    |
| Union des démocrates et indépendants |       | UDI   | 4    |
| Opposition (15 sièges)               |       |       |      |
| Divers gauche                        |       | DVG   | 9    |
| Parti socialiste                     |       | PS    | 4    |
| Parti communiste français            |       | PCF   | 2    |
| Président du conseil général         |       |       |      |
| André Villiers (UDI)                 |       |       |      |

### Assemblée départementale élue
| Parti                                | Sigle | Sigle | Élus |
| ------------------------------------ | ----- | ----- | ---- |
| Majorité (34 sièges)                 |       |       |      |
| Union pour un mouvement populaire    |       | UMP   | 16   |
| Divers droite                        |       | DVD   | 13   |
| Union des démocrates et indépendants |       | UDI   | 5    |
| Opposition (8 sièges)                |       |       |      |
| Divers gauche                        |       | DVG   | 3    |
| Parti socialiste                     |       | PS    | 2    |
| Mouvement démocrate                  |       | MoDem | 1    |
| Front national                       |       | FN    | 2    |
| Président du conseil départemental   |       |       |      |
| André Villiers (UDI)                 |       |       |      |

## Résultats à l'échelle du département

### Résultats par nuances du ministère de l'Intérieur
Les nuances utilisées par le ministère de l'Intérieur ne tiennent pas compte des alliances locales.
| Binômes     | Binômes            | Premier tour | Premier tour | Second tour | Second tour | Sièges |
| Binômes     | Binômes            | Voix         | %            | Voix        | %           | Sièges |
| ----------- | ------------------ | ------------ | ------------ | ----------- | ----------- | ------ |
|             | Union de la droite | 31 433       | 26,37        | 41 451      | 37,28       | 28     |
|             | DVD                | 5 238        | 4,39         | 3 704       | 3,33        | 2      |
|             | UDI                | 4 106        | 3,44         | 7 422       | 6,68        | 4      |
|             | UMP                | 3 878        | 3,25         |             |             |        |
|             | DLF                | 505          | 0,42         |             |             |        |
| Droite      | Droite             | 83 923       | 37,87        | 52 577      | 47,29       | 34     |
|             |                    |              |              |             |             |        |
|             | FN                 | 38 763       | 32,51        | 40 748      | 36,65       | 2      |
|             |                    |              |              |             |             |        |
|             | Union de la gauche | 17 849       | 14,97        | 13 935      | 12,53       | 4      |
|             | DVG                | 15 468       | 12,97        | 3 931       | 3,54        | 2      |
|             | PG                 | 691          | 0,58         |             |             |        |
| Gauche      | Gauche             | 34 008       | 28,52        | 17 866      | 16,07       | 6      |
|             |                    |              |              |             |             |        |
|             | Divers             | 1 290        | 1,08         |             |             |        |
|             |                    |              |              |             |             |        |
| Inscrits    | Inscrits           | 241 809      | 100,00       | 230 480     | 100,00      |        |
| Abstentions | Abstentions        | 116 140      | 48,03        | 108 867     | 47,23       |        |
| Votants     | Votants            | 125 669      | 51,97        | 121 613     | 52,77       |        |
| Blancs      | Blancs             | 4 754        | 3,78         | 7 858       | 6,46        |        |
| Nuls        | Nuls               | 1 694        | 1,35         | 2 564       | 2,11        |        |
| Exprimés    | Exprimés           | 119 221      | 94,87        | 111 191     | 91,43       |        |

### Résultats par canton
| Canton                   | Conseiller sortant        | Parti                | Parti       | Conseiller élu           | Parti           | Parti           |
| ------------------------ | ------------------------- | -------------------- | ----------- | ------------------------ | --------------- | --------------- |
| Aillant-sur-Tholon       | William Lemaire           |                      | UMP         | Canton supprimé          | Canton supprimé | Canton supprimé |
| Ancy-le-Franc            | Alain Henry               |                      | PCF         | Canton supprimé          | Canton supprimé | Canton supprimé |
| Auxerre-Est              | Nicolas Briolland         |                      | DVG         | Canton supprimé          | Canton supprimé | Canton supprimé |
| Auxerre-Nord             | Robert Bideau             |                      | UDI         | Canton supprimé          | Canton supprimé | Canton supprimé |
| Auxerre-Nord-Ouest       | Jacques Hojlo             |                      | PS          | Canton supprimé          | Canton supprimé | Canton supprimé |
| Auxerre-Sud              | Monique Hadrbolec         |                      | DVG         | Canton supprimé          | Canton supprimé | Canton supprimé |
| Auxerre-Sud-Ouest        | Guy Paris                 |                      | PS          | Canton supprimé          | Canton supprimé | Canton supprimé |
| Auxerre-1                | Canton créé               | Canton créé          | Canton créé | Michel Ducroux           |                 | UMP             |
| Auxerre-1                | Canton créé               | Canton créé          | Canton créé | Valérie Leuger           |                 | UMP             |
| Auxerre-2                | Canton créé               | Canton créé          | Canton créé | Robert Bideau            |                 | UDI             |
| Auxerre-2                | Canton créé               | Canton créé          | Canton créé | Malika Ounes             |                 | DVD             |
| Auxerre-3                | Canton créé               | Canton créé          | Canton créé | Christophe Bonnefond     |                 | UMP             |
| Auxerre-3                | Canton créé               | Canton créé          | Canton créé | Isabelle Joaquina        |                 | DVD             |
| Auxerre-4                | Canton créé               | Canton créé          | Canton créé | Monique Hadrbolec        |                 | DVG             |
| Auxerre-4                | Canton créé               | Canton créé          | Canton créé | Pascal Henriat           |                 | MoDem           |
| Avallon                  | Isabelle Huberdeau        |                      | DVG         | Xavier Courtois          |                 | UMP             |
| Avallon                  | Isabelle Huberdeau        | Sonia Patouret       | DVG         |                          | UMP             |                 |
| Bléneau                  | Alain Drouhin             |                      | UMP         | Canton supprimé          | Canton supprimé | Canton supprimé |
| Brienon-sur-Armançon     | Jean-Claude Carra         |                      | DVD         | Jean Marchand            |                 | UMP             |
| Brienon-sur-Armançon     | Jean-Claude Carra         | Catherine Maudet     | DVD         |                          | UMP             |                 |
| Cerisiers                | Jean Marchand             |                      | UMP         | Canton supprimé          | Canton supprimé | Canton supprimé |
| Chablis                  | Patrick Gendraud          |                      | UDI         | Sylvie Charpignon        |                 | DVD             |
| Chablis                  | Patrick Gendraud          | Patrick Gendraud     | UDI         |                          | UDI             |                 |
| Charny                   | Michel Courtois           |                      | UMP         | Irène Eulriet            |                 | DVD             |
| Charny                   | Michel Courtois           | William Lemaire      | UMP         |                          | UMP             |                 |
| Chéroy                   | Jean-Baptiste Lemoyne     |                      | UMP         | Canton supprimé          | Canton supprimé | Canton supprimé |
| Cœur de Puisaye          | Canton créé               | Canton créé          | Canton créé | Pascal Bourgeois         |                 | UMP             |
| Cœur de Puisaye          | Canton créé               | Canton créé          | Canton créé | Isabelle Froment-Meurice |                 | UMP             |
| Coulanges-la-Vineuse     | Yves Vecten               |                      | DVG         | Canton supprimé          | Canton supprimé | Canton supprimé |
| Coulanges-sur-Yonne      | Maurice Bramoullé         |                      | UMP         | Canton supprimé          | Canton supprimé | Canton supprimé |
| Courson-les-Carrières    | Jacques Baloup            |                      | DVD         | Canton supprimé          | Canton supprimé | Canton supprimé |
| Cruzy-le-Châtel          | Jean-Pierre Bouilhac      |                      | UMP         | Canton supprimé          | Canton supprimé | Canton supprimé |
| Flogny-la-Chapelle       | Marie-Laure Capitain      |                      | DVD         | Canton supprimé          | Canton supprimé | Canton supprimé |
| Gâtinais en Bourgogne    | Canton créé               | Canton créé          | Canton créé | Delphine Gremy           |                 | DVD             |
| Gâtinais en Bourgogne    | Canton créé               | Canton créé          | Canton créé | Jean-Baptiste Lemoyne    |                 | UMP             |
| Guillon                  | Jean-Marie Jost           |                      | DVD         | Canton supprimé          | Canton supprimé | Canton supprimé |
| L'Isle-sur-Serein        | Jean-Claude Lemaire       |                      | DVD         | Canton supprimé          | Canton supprimé | Canton supprimé |
| Joigny                   | Julien Ortega             |                      | DVD         | Françoise Roure          |                 | PS              |
| Joigny                   | Julien Ortega             | Nicolas Soret        | DVD         |                          | PS              |                 |
| Joux-la-Ville            | Canton créé               | Canton créé          | Canton créé | Colette Lerman           |                 | DVD             |
| Joux-la-Ville            | Canton créé               | Canton créé          | Canton créé | André Villiers           |                 | UDI             |
| Ligny-le-Châtel          | Gérard Arnouts            |                      | PS          | Canton supprimé          | Canton supprimé | Canton supprimé |
| Migennes                 | François Boucher          |                      | UMP         | François Boucher         |                 | UMP             |
| Migennes                 | François Boucher          | Marie-Agnès Évrard   | UMP         |                          | UMP             |                 |
| Noyers                   | Michel Pellerin           |                      | DVG         | Canton supprimé          | Canton supprimé | Canton supprimé |
| Pont-sur-Yonne           | Dominique Bourreau        |                      | PS          | Grégory Dorte            |                 | DVD             |
| Pont-sur-Yonne           | Dominique Bourreau        | Dominique Sineau     | PS          |                          | DVD             |                 |
| Quarré-les-Tombes        | Dominique Hudry           |                      | DVD         | Canton supprimé          | Canton supprimé | Canton supprimé |
| Saint-Fargeau            | Pierre Bordier            |                      | UMP         | Canton supprimé          | Canton supprimé | Canton supprimé |
| Saint-Florentin          | Eliane Magne              |                      | DVD         | Gérard André             |                 | DVD             |
| Saint-Florentin          | Eliane Magne              | Marie-Laure Capitain | DVD         |                          | DVD             |                 |
| Saint-Julien-du-Sault    | Guy Bourras               |                      | UDI         | Canton supprimé          | Canton supprimé | Canton supprimé |
| Saint-Sauveur-en-Puisaye | Jean Massé                |                      | DVG         | Canton supprimé          | Canton supprimé | Canton supprimé |
| Seignelay                | Thierry Corniot           |                      | DVG         | Canton supprimé          | Canton supprimé | Canton supprimé |
| Sens-Nord-Est            | Gilles Pirman             |                      | UMP         | Canton supprimé          | Canton supprimé | Canton supprimé |
| Sens-Ouest               | Philippe Serré            |                      | UMP         | Canton supprimé          | Canton supprimé | Canton supprimé |
| Sens-Sud-Est             | Alain Ladrange            |                      | PCF         | Canton supprimé          | Canton supprimé | Canton supprimé |
| Sens-1                   | Canton créé               | Canton créé          | Canton créé | Danièle Gyssels          |                 | DVD             |
| Sens-1                   | Canton créé               | Canton créé          | Canton créé | Gilles Pirman            |                 | UMP             |
| Sens-2                   | Canton créé               | Canton créé          | Canton créé | Clarisse Quentin         |                 | UMP             |
| Sens-2                   | Canton créé               | Canton créé          | Canton créé | Philippe Serre           |                 | UMP             |
| Sergines                 | Jean-Jacques Percheminier |                      | DVG         | Canton supprimé          | Canton supprimé | Canton supprimé |
| Thorigny-sur-Oreuse      | Canton créé               | Canton créé          | Canton créé | Alexandre Bouchier       |                 | UDI             |
| Thorigny-sur-Oreuse      | Canton créé               | Canton créé          | Canton créé | Michèle Crouzet          |                 | UDI             |
| Tonnerre                 | Maurice Pianon            |                      | DVD         | Canton supprimé          | Canton supprimé | Canton supprimé |
| Tonnerrois               | Canton créé               | Canton créé          | Canton créé | Anne Jerusalem           |                 | DVD             |
| Tonnerrois               | Canton créé               | Canton créé          | Canton créé | Maurice Pianon           |                 | DVD             |
| Toucy                    | Pascal Bourgeois          |                      | UMP         | Canton supprimé          | Canton supprimé | Canton supprimé |
| Vermenton                | Jean-Marie Rolland        |                      | UMP         | Canton supprimé          | Canton supprimé | Canton supprimé |
| Vézelay                  | André Villiers            |                      | UDI         | Canton supprimé          | Canton supprimé | Canton supprimé |
| Villeneuve-l'Archevêque  | Jean Pingal               |                      | UMP         | Canton supprimé          | Canton supprimé | Canton supprimé |
| Villeneuve-sur-Yonne     | Cyril Boulleaux           |                      | DVG         | Erika Roset              |                 | FN              |
| Villeneuve-sur-Yonne     | Cyril Boulleaux           | Claude Thion         | DVG         |                          | FN              |                 |
| Vincelles                | Canton créé               | Canton créé          | Canton créé | Christiane Lemoine       |                 | DVG             |
| Vincelles                | Canton créé               | Canton créé          | Canton créé | Yves Vecten              |                 | DVG             |

* Conseillers généraux sortants ne se représentant pas 

## Résultats par canton

### Canton d'Auxerre-1
| Candidats            | Candidats                | Partis      | Partis      | Premier tour | Premier tour | Second tour | Second tour |
| Candidats            | Candidats                | Partis      | Partis      | Voix         | %            | Voix        | %           |
| -------------------- | ------------------------ | ----------- | ----------- | ------------ | ------------ | ----------- | ----------- |
| 1                    | Christine Lehmann-Courcy |             | DVG         | 1 531        | 28,88        | 2 275       | 45,66       |
| 1                    | Guy Paris*               |             | PS          | 1 531        | 28,88        | 2 275       | 45,66       |
| 2                    | Michel Ducroux           |             | UMP         | 1 872        | 35,31        | 2 707       | 54,34       |
| 2                    | Valérie Leuger           |             | UMP         | 1 872        | 35,31        | 2 707       | 54,34       |
| 3                    | Pascale Marlin           |             | PCF         | 621          | 11,71        |             |             |
| 3                    | Alain Raymont            |             | PCF         | 621          | 11,71        |             |             |
| 4                    | Angélique Cholet         |             | FN          | 1 277        | 24,09        |             |             |
| 4                    | Kévin Mouquet            |             | FN          | 1 277        | 24,09        |             |             |
|                      |                          |             |             |              |              |             |             |
| Inscrits             | Inscrits                 | Inscrits    | Inscrits    | 10 547       | 100,00       | 10 548      | 100,00      |
| Abstentions          | Abstentions              | Abstentions | Abstentions | 4 994        | 47,35        | 5 086       | 48,22       |
| Votants              | Votants                  | Votants     | Votants     | 5 553        | 52,65        | 5 462       | 51,78       |
| Blancs               | Blancs                   | Blancs      | Blancs      | 170          | 3,06         | 324         | 5,93        |
| Nuls                 | Nuls                     | Nuls        | Nuls        | 82           | 1,48         | 156         | 2,86        |
| Exprimés             | Exprimés                 | Exprimés    | Exprimés    | 5 301        | 95,46        | 4 982       | 91,21       |
| * conseiller sortant |                          |             |             |              |              |             |             |

### Canton d'Auxerre-2
| Candidats            | Candidats          | Partis      | Partis      | Premier tour | Premier tour | Second tour | Second tour |
| Candidats            | Candidats          | Partis      | Partis      | Voix         | %            | Voix        | %           |
| -------------------- | ------------------ | ----------- | ----------- | ------------ | ------------ | ----------- | ----------- |
| 1                    | Sylviane Bourgeois |             | FN          | 1 820        | 32,30        | 1 980       | 36,65       |
| 1                    | Julien Guibert     |             | FN          | 1 820        | 32,30        | 1 980       | 36,65       |
| 2                    | Audrey Buelloni    |             | DVG         | 605          | 10,74        |             |             |
| 2                    | Thierry Picq       |             | DVG         | 605          | 10,74        |             |             |
| 3                    | Robert Bideau*     |             | UDI         | 2 069        | 36,72        | 3 423       | 63,35       |
| 3                    | Malika Ounes       |             | DVD         | 2 069        | 36,72        | 3 423       | 63,35       |
| 4                    | Jacques Hojlo*     |             | PS          | 1 141        | 20,25        |             |             |
| 4                    | Sandrine Perrin    |             | DVG         | 1 141        | 20,25        |             |             |
|                      |                    |             |             |              |              |             |             |
| Inscrits             | Inscrits           | Inscrits    | Inscrits    | 11 502       | 100,00       | 11 502      | 100,00      |
| Abstentions          | Abstentions        | Abstentions | Abstentions | 5 548        | 48,24        | 5 491       | 47,74       |
| Votants              | Votants            | Votants     | Votants     | 5 954        | 51,76        | 6 011       | 52,26       |
| Blancs               | Blancs             | Blancs      | Blancs      | 256          | 4,3          | 472         | 7,85        |
| Nuls                 | Nuls               | Nuls        | Nuls        | 63           | 1,06         | 136         | 2,26        |
| Exprimés             | Exprimés           | Exprimés    | Exprimés    | 5 635        | 94,64        | 5 403       | 89,89       |
| * conseiller sortant |                    |             |             |              |              |             |             |

### Canton d'Auxerre-3
| Candidats   | Candidats            | Partis      | Partis      | Premier tour | Premier tour | Second tour | Second tour |
| Candidats   | Candidats            | Partis      | Partis      | Voix         | %            | Voix        | %           |
| ----------- | -------------------- | ----------- | ----------- | ------------ | ------------ | ----------- | ----------- |
| 1           | Souad Aouami         |             | PS          | 1 331        | 27,51        | 1 856       | 36,04       |
| 1           | Daniel Lubraneski    |             | PS          | 1 331        | 27,51        | 1 856       | 36,04       |
| 2           | Patrick Hardouin     |             | DVG         | 503          | 10,39        |             |             |
| 2           | Marie-Claude Pluquin |             | DVG         | 503          | 10,39        |             |             |
| 3           | Christophe Bonnefond |             | UMP         | 1 711        | 35,36        | 2 087       | 40,52       |
| 3           | Isabelle Joaquina    |             | DVD         | 1 711        | 35,36        | 2 087       | 40,52       |
| 4           | Sandy Berbigette     |             | FN          | 1 294        | 26,74        | 1 207       | 23,44       |
| 4           | Aude de Parseval     |             | FN          | 1 294        | 26,74        | 1 207       | 23,44       |
|             |                      |             |             |              |              |             |             |
| Inscrits    | Inscrits             | Inscrits    | Inscrits    | 9 924        | 100,00       | 9 924       | 100,00      |
| Abstentions | Abstentions          | Abstentions | Abstentions | 4 850        | 48,87        | 4 567       | 46,02       |
| Votants     | Votants              | Votants     | Votants     | 5 074        | 51,13        | 5 357       | 53,98       |
| Blancs      | Blancs               | Blancs      | Blancs      | 187          | 3,69         | 161         | 3,01        |
| Nuls        | Nuls                 | Nuls        | Nuls        | 48           | 0,95         | 46          | 0,86        |
| Exprimés    | Exprimés             | Exprimés    | Exprimés    | 4 839        | 95,37        | 5 150       | 96,14       |

### Canton d'Auxerre-4
| Candidats            | Candidats                 | Partis      | Partis      | Premier tour | Premier tour | Second tour | Second tour |
| Candidats            | Candidats                 | Partis      | Partis      | Voix         | %            | Voix        | %           |
| -------------------- | ------------------------- | ----------- | ----------- | ------------ | ------------ | ----------- | ----------- |
| 1                    | Alexis Applencourt        |             | FN          | 1 292        | 26,01        | 1 157       | 21,99       |
| 1                    | Marie-Christine Lairaudat |             | FN          | 1 292        | 26,01        | 1 157       | 21,99       |
| 2                    | Monique Hadrbolec*        |             | DVG         | 1 511        | 30,41        | 2 108       | 40,07       |
| 2                    | Pascal Henriat            |             | MoDem       | 1 511        | 30,41        | 2 108       | 40,07       |
| 3                    | Sébastien Dolozilek       |             | UDI         | 1 474        | 29,67        | 1 996       | 37,94       |
| 3                    | Laurence Rauline          |             | UMP         | 1 474        | 29,67        | 1 996       | 37,94       |
| 4                    | Pascale Kaim              |             | DVG         | 691          | 13,91        |             |             |
| 4                    | Patrick Rigolet           |             | DVG         | 691          | 13,91        |             |             |
|                      |                           |             |             |              |              |             |             |
| Inscrits             | Inscrits                  | Inscrits    | Inscrits    | 9 840        | 100,00       | 9 841       | 100,00      |
| Abstentions          | Abstentions               | Abstentions | Abstentions | 4 653        | 47,29        | 4 375       | 44,46       |
| Votants              | Votants                   | Votants     | Votants     | 5 187        | 52,71        | 5 466       | 55,54       |
| Blancs               | Blancs                    | Blancs      | Blancs      | 165          | 3,18         | 146         | 2,67        |
| Nuls                 | Nuls                      | Nuls        | Nuls        | 54           | 1,04         | 59          | 1,08        |
| Exprimés             | Exprimés                  | Exprimés    | Exprimés    | 4 968        | 95,78        | 5 261       | 96,25       |
| * conseiller sortant |                           |             |             |              |              |             |             |

### Canton d'Avallon
| Candidats   | Candidats              | Partis      | Partis      | Premier tour | Premier tour | Second tour | Second tour |
| Candidats   | Candidats              | Partis      | Partis      | Voix         | %            | Voix        | %           |
| ----------- | ---------------------- | ----------- | ----------- | ------------ | ------------ | ----------- | ----------- |
| 1           | Philippe de Chastellux |             | DVD         | 1 595        | 28,31        | 1 605       | 26,10       |
| 1           | Claudette Jeannot      |             | FN          | 1 595        | 28,31        | 1 605       | 26,10       |
| 2           | Gérard Delorme         |             | PS          | 1 566        | 27,80        | 2 157       | 35,07       |
| 2           | Joëlle Guyard          |             | DVG         | 1 566        | 27,80        | 2 157       | 35,07       |
| 3           | Patrick Desaint        |             | DVD         | 354          | 6,28         |             |             |
| 3           | Flore Treillard        |             | DVD         | 354          | 6,28         |             |             |
| 4           | Dominique Gressin      |             | ND          | 407          | 7,22         |             |             |
| 4           | François Maure         |             | ND          | 407          | 7,22         |             |             |
| 5           | Xavier Courtois        |             | UMP         | 1 712        | 30,39        | 2 388       | 38,83       |
| 5           | Sonia Patouret         |             | UMP         | 1 712        | 30,39        | 2 388       | 38,83       |
|             |                        |             |             |              |              |             |             |
| Inscrits    | Inscrits               | Inscrits    | Inscrits    | 11 217       | 100,00       | 11 212      | 100,00      |
| Abstentions | Abstentions            | Abstentions | Abstentions | 5 236        | 46,68        | 4 749       | 42,36       |
| Votants     | Votants                | Votants     | Votants     | 5 981        | 53,32        | 6 463       | 57,64       |
| Blancs      | Blancs                 | Blancs      | Blancs      | 251          | 4,2          | 242         | 3,74        |
| Nuls        | Nuls                   | Nuls        | Nuls        | 96           | 1,61         | 71          | 1,1         |
| Exprimés    | Exprimés               | Exprimés    | Exprimés    | 5 634        | 94,2         | 6 150       | 95,16       |

### Canton de Brienon-sur-Armançon
| Candidats            | Candidats          | Partis      | Partis      | Premier tour | Premier tour | Second tour | Second tour |
| Candidats            | Candidats          | Partis      | Partis      | Voix         | %            | Voix        | %           |
| -------------------- | ------------------ | ----------- | ----------- | ------------ | ------------ | ----------- | ----------- |
| 1                    | Patrick Haerinck   |             | DVD         | 649          | 10,75        |             |             |
| 1                    | Guenaëlle Marolles |             | DVD         | 649          | 10,75        |             |             |
| 2                    | Jean Marchand*     |             | UMP         | 1 840        | 30,49        | 3 448       | 57,64       |
| 2                    | Catherine Maudet   |             | UMP         | 1 840        | 30,49        | 3 448       | 57,64       |
| 3                    | Annie Bakour       |             | PS          | 1 078        | 17,86        |             |             |
| 3                    | Jean-Claude Carra* |             | DVD         | 1 078        | 17,86        |             |             |
| 4                    | Claude Dassié      |             | FN          | 2 175        | 36,04        | 2 534       | 42,36       |
| 4                    | Monique Fernandez  |             | FN          | 2 175        | 36,04        | 2 534       | 42,36       |
| 5                    | Didier Hamelin     |             | DLF         | 293          | 4,86         |             |             |
| 5                    | Lyliane Meignen    |             | DLF         | 293          | 4,86         |             |             |
|                      |                    |             |             |              |              |             |             |
| Inscrits             | Inscrits           | Inscrits    | Inscrits    | 12 356       |              | 12 346      | 100,00      |
| Abstentions          | Abstentions        | Abstentions | Abstentions | 5 980        | 48,4         | 5 911       | 47,88       |
| Votants              | Votants            | Votants     | Votants     | 6 376        | 51,6         | 6 435       | 52,12       |
| Blancs               | Blancs             | Blancs      | Blancs      | 251          | 3,94         | 354         | 5,5         |
| Nuls                 | Nuls               | Nuls        | Nuls        | 90           | 1,41         | 99          | 1,54        |
| Exprimés             | Exprimés           | Exprimés    | Exprimés    | 6 035        | 94,65        | 5 982       | 92,96       |
| * conseiller sortant |                    |             |             |              |              |             |             |

### Canton de Chablis
| Candidats   | Candidats          | Partis      | Partis      | Premier tour | Premier tour | Second tour | Second tour |
| Candidats   | Candidats          | Partis      | Partis      | Voix         | %            | Voix        | %           |
| ----------- | ------------------ | ----------- | ----------- | ------------ | ------------ | ----------- | ----------- |
| 1           | Sylvie Charpignon  |             | DVD         | 3 057        | 45,53        | 3 997       | 62,59       |
| 1           | Patrick Gendraud   |             | UDI         | 3 057        | 45,53        | 3 997       | 62,59       |
| 2           | Gilles Sackepey    |             | PCF         | 1 366        | 20,35        |             |             |
| 2           | Mireille Vasseur   |             | PCF         | 1 366        | 20,35        |             |             |
| 3           | Charles Berthollet |             | FN          | 2 291        | 34,12        | 2 389       | 37,41       |
| 3           | Alexandra Lafaye   |             | FN          | 2 291        | 34,12        | 2 389       | 37,41       |
|             |                    |             |             |              |              |             |             |
| Inscrits    | Inscrits           | Inscrits    | Inscrits    | 13 040       | 100,00       | 13 048      | 100,00      |
| Abstentions | Abstentions        | Abstentions | Abstentions | 5 791        | 44,41        | 5 920       | 45,37       |
| Votants     | Votants            | Votants     | Votants     | 7 249        | 55,59        | 7 128       | 54,63       |
| Blancs      | Blancs             | Blancs      | Blancs      | 369          | 5,09         | 577         | 8,09        |
| Nuls        | Nuls               | Nuls        | Nuls        | 166          | 2,29         | 165         | 2,31        |
| Exprimés    | Exprimés           | Exprimés    | Exprimés    | 6 714        | 92,62        | 6 386       | 89,59       |

### Canton de Charny
| Candidats   | Candidats          | Partis      | Partis      | Premier tour | Premier tour | Second tour | Second tour |
| Candidats   | Candidats          | Partis      | Partis      | Voix         | %            | Voix        | %           |
| ----------- | ------------------ | ----------- | ----------- | ------------ | ------------ | ----------- | ----------- |
| 1           | Véronique Auberger |             | FN          | 2 698        | 39,59        | 2 902       | 43,63       |
| 1           | Laurent Perrigault |             | FN          | 2 698        | 39,59        | 2 902       | 43,63       |
| 2           | Chantal Dhoukar    |             | EÉLV        | 1 577        | 23,14        |             |             |
| 2           | Joël Lalès         |             | DVG         | 1 577        | 23,14        |             |             |
| 3           | Irène Eulriet      |             | DVD         | 2 539        | 37,26        | 3 750       | 56,37       |
| 3           | William Lemaire    |             | UMP         | 2 539        | 37,26        | 3 750       | 56,37       |
|             |                    |             |             |              |              |             |             |
| Inscrits    | Inscrits           | Inscrits    | Inscrits    | 13 367       | 100,00       | 13 367      | 100,00      |
| Abstentions | Abstentions        | Abstentions | Abstentions | 6 177        | 46,21        | 6 051       | 45,27       |
| Votants     | Votants            | Votants     | Votants     | 7 190        | 53,79        | 7 316       | 54,73       |
| Blancs      | Blancs             | Blancs      | Blancs      | 268          | 3,73         | 517         | 7,07        |
| Nuls        | Nuls               | Nuls        | Nuls        | 108          | 1,5          | 147         | 2,01        |
| Exprimés    | Exprimés           | Exprimés    | Exprimés    | 6 814        | 94,77        | 6 652       | 90,92       |

### Canton de Cœur de Puisaye
| Candidats            | Candidats                | Partis      | Partis      | Premier tour | Premier tour | Second tour | Second tour |
| Candidats            | Candidats                | Partis      | Partis      | Voix         | %            | Voix        | %           |
| -------------------- | ------------------------ | ----------- | ----------- | ------------ | ------------ | ----------- | ----------- |
| 1                    | Jean-François Boisard    |             | DIV         | 1 290        | 19,71        |             |             |
| 1                    | Christine Picard         |             | DIV         | 1 290        | 19,71        |             |             |
| 2                    | Marie-Hélène Duniel      |             | FN          | 2 243        | 34,28        | 2 774       | 45          |
| 2                    | Ludovic Vigreux          |             | FN          | 2 243        | 34,28        | 2 774       | 45          |
| 3                    | Nora Boudjemaa           |             | DVG         | 717          | 10,96        |             |             |
| 3                    | Bernard Massot           |             | DVG         | 717          | 10,96        |             |             |
| 4                    | Pascal Bourgeois*        |             | UMP         | 1 648        | 25,18        | 3 390       | 55          |
| 4                    | Isabelle Froment-Meurice |             | UMP         | 1 648        | 25,18        | 3 390       | 55          |
| 5                    | Annie Delmotte           |             | DVG         | 646          | 9,87         |             |             |
| 5                    | Gilles Demersseman       |             | PS          | 646          | 9,87         |             |             |
|                      |                          |             |             |              |              |             |             |
| Inscrits             | Inscrits                 | Inscrits    | Inscrits    | 12 448       | 100,00       | 12 448      | 100,00      |
| Abstentions          | Abstentions              | Abstentions | Abstentions | 5 615        | 45,11        | 5 500       | 44,18       |
| Votants              | Votants                  | Votants     | Votants     | 6 833        | 54,89        | 6 948       | 55,82       |
| Blancs               | Blancs                   | Blancs      | Blancs      | 232          | 3,4          | 597         | 8,59        |
| Nuls                 | Nuls                     | Nuls        | Nuls        | 57           | 0,83         | 187         | 2,69        |
| Exprimés             | Exprimés                 | Exprimés    | Exprimés    | 6 544        | 95,77        | 6 164       | 88,72       |
| * conseiller sortant |                          |             |             |              |              |             |             |

### Canton de Gâtinais en Bourgogne
| Candidats            | Candidats              | Partis      | Partis      | Premier tour | Premier tour |
| Candidats            | Candidats              | Partis      | Partis      | Voix         | %            |
| -------------------- | ---------------------- | ----------- | ----------- | ------------ | ------------ |
| 1                    | Delphine Gremy         |             | DVD         | 3 151        | 59,21        |
| 1                    | Jean-Baptiste Lemoyne* |             | UMP         | 3 151        | 59,21        |
| 2                    | Nathalie Biguet        |             | FN          | 2 171        | 40,79        |
| 2                    | Jean-Pierre Morel      |             | FN          | 2 171        | 40,79        |
|                      |                        |             |             |              |              |
| Inscrits             | Inscrits               | Inscrits    | Inscrits    | 11 321       | 100,00       |
| Abstentions          | Abstentions            | Abstentions | Abstentions | 5 300        | 46,82        |
| Votants              | Votants                | Votants     | Votants     | 6 021        | 53,18        |
| Blancs               | Blancs                 | Blancs      | Blancs      | 527          | 8,75         |
| Nuls                 | Nuls                   | Nuls        | Nuls        | 172          | 2,86         |
| Exprimés             | Exprimés               | Exprimés    | Exprimés    | 5 322        | 88,39        |
| * conseiller sortant |                        |             |             |              |              |

### Canton de Joigny
| Candidats   | Candidats        | Partis      | Partis      | Premier tour | Premier tour | Second tour | Second tour |
| Candidats   | Candidats        | Partis      | Partis      | Voix         | %            | Voix        | %           |
| ----------- | ---------------- | ----------- | ----------- | ------------ | ------------ | ----------- | ----------- |
| 1           | Françoise Roure  |             | PS          | 1 924        | 31,28        | 3 332       | 54,55       |
| 1           | Nicolas Soret    |             | PS          | 1 924        | 31,28        | 3 332       | 54,55       |
| 2           | Jérôme Artaz     |             | EÉLV        | 364          | 5,92         |             |             |
| 2           | Isabelle Michaud |             | PCF         | 364          | 5,92         |             |             |
| 3           | Nicolas Deiller  |             | UMP         | 1 364        | 22,18        |             |             |
| 3           | Chantal Leroy    |             | DVD         | 1 364        | 22,18        |             |             |
| 4           | Claire Dior      |             | FN          | 1 928        | 31,34        | 2 776       | 45,45       |
| 4           | Armel Garnier    |             | FN          | 1 928        | 31,34        | 2 776       | 45,45       |
| 5           | Laure Faro       |             | UDI         | 571          | 9,28         |             |             |
| 5           | Alexandre Meslin |             | UDI         | 571          | 9,28         |             |             |
|             |                  |             |             |              |              |             |             |
| Inscrits    | Inscrits         | Inscrits    | Inscrits    | 12 410       | 100,00       | 12 407      | 100,00      |
| Abstentions | Abstentions      | Abstentions | Abstentions | 6 034        | 48,62        | 5 661       | 45,63       |
| Votants     | Votants          | Votants     | Votants     | 6 376        | 51,38        | 6 746       | 54,37       |
| Blancs      | Blancs           | Blancs      | Blancs      | 167          | 2,62         | 503         | 7,46        |
| Nuls        | Nuls             | Nuls        | Nuls        | 58           | 0,91         | 135         | 2           |
| Exprimés    | Exprimés         | Exprimés    | Exprimés    | 6 151        | 96,47        | 6 108       | 90,54       |

### Canton de Joux-la-Ville
| Candidats   | Candidats                  | Partis      | Partis      | Premier tour | Premier tour | Second tour | Second tour |
| Candidats   | Candidats                  | Partis      | Partis      | Voix         | %            | Voix        | %           |
| ----------- | -------------------------- | ----------- | ----------- | ------------ | ------------ | ----------- | ----------- |
| 1           | Ludivine Bourgeois         |             | FN          | 1 565        | 29,99        | 1 729       | 35,37       |
| 1           | Gérard Demartini           |             | FN          | 1 565        | 29,99        | 1 729       | 35,37       |
| 2           | Françoise Henault-Guerrand |             | PS          | 841          | 16,12        |             |             |
| 2           | Gilles Villecourt          |             | PS          | 841          | 16,12        |             |             |
| 3           | Raymonde Coulon            |             | PCF         | 660          | 12,65        |             |             |
| 3           | André Jérôme               |             | PCF         | 660          | 12,65        |             |             |
| 4           | Colette Lerman             |             | DVD         | 2 152        | 41,24        | 3 160       | 64,63       |
| 4           | André Villiers             |             | UDI         | 2 152        | 41,24        | 3 160       | 64,63       |
|             |                            |             |             |              |              |             |             |
| Inscrits    | Inscrits                   | Inscrits    | Inscrits    | 9 966        |              | 9 954       | 100,00      |
| Abstentions | Abstentions                | Abstentions | Abstentions | 4 409        | 44,24        | 4 407       | 44,27       |
| Votants     | Votants                    | Votants     | Votants     | 5 557        | 55,76        | 5 547       | 55,73       |
| Blancs      | Blancs                     | Blancs      | Blancs      | 242          | 4,35         | 496         | 8,94        |
| Nuls        | Nuls                       | Nuls        | Nuls        | 97           | 1,75         | 162         | 2,92        |
| Exprimés    | Exprimés                   | Exprimés    | Exprimés    | 5 218        | 93,9         | 4 889       | 88,14       |

### Canton de Migennes
| Candidats            | Candidats          | Partis      | Partis      | Premier tour | Premier tour | Second tour | Second tour |
| Candidats            | Candidats          | Partis      | Partis      | Voix         | %            | Voix        | %           |
| -------------------- | ------------------ | ----------- | ----------- | ------------ | ------------ | ----------- | ----------- |
| 1                    | Éliane Charlot     |             | DVG         | 564          | 10,76        |             |             |
| 1                    | Bernard Esnault    |             | DVG         | 564          | 10,76        |             |             |
| 2                    | Dominique Franchet |             | PCF         | 1 258        | 24,00        |             |             |
| 2                    | François Meyroune  |             | PCF         | 1 258        | 24,00        |             |             |
| 3                    | François Boucher*  |             | UMP         | 1 728        | 32,97        | 2 916       | 59,98       |
| 3                    | Marie-Agnès Évrard |             | UMP         | 1 728        | 32,97        | 2 916       | 59,98       |
| 4                    | Marie Calabrèse    |             | FN          | 1 691        | 32,26        | 1 946       | 40,02       |
| 4                    | Gilles Lairaudat   |             | FN          | 1 691        | 32,26        | 1 946       | 40,02       |
|                      |                    |             |             |              |              |             |             |
| Inscrits             | Inscrits           | Inscrits    | Inscrits    | 11 066       | 100,00       | 11 066      | 100,00      |
| Abstentions          | Abstentions        | Abstentions | Abstentions | 5 587        | 50,49        | 5 633       | 50,9        |
| Votants              | Votants            | Votants     | Votants     | 5 479        | 49,51        | 5 433       | 49,1        |
| Blancs               | Blancs             | Blancs      | Blancs      | 179          | 3,27         | 437         | 8,04        |
| Nuls                 | Nuls               | Nuls        | Nuls        | 59           | 1,08         | 134         | 2,47        |
| Exprimés             | Exprimés           | Exprimés    | Exprimés    | 5 241        | 95,66        | 4 862       | 89,49       |
| * conseiller sortant |                    |             |             |              |              |             |             |

### Canton de Pont-sur-Yonne
| Candidats            | Candidats           | Partis      | Partis      | Premier tour | Premier tour | Second tour | Second tour |
| Candidats            | Candidats           | Partis      | Partis      | Voix         | %            | Voix        | %           |
| -------------------- | ------------------- | ----------- | ----------- | ------------ | ------------ | ----------- | ----------- |
| 1                    | Dominique Bourreau* |             | PS          | 1 159        | 24,83        |             |             |
| 1                    | Françoise Martin    |             | PS          | 1 159        | 24,83        |             |             |
| 2                    | Muriel Guelpa       |             | PCF         | 368          | 7,88         |             |             |
| 2                    | Daniel Vey          |             | PCF         | 368          | 7,88         |             |             |
| 3                    | Grégory Dorte       |             | DVD         | 1 336        | 28,62        | 2 519       | 56,25       |
| 3                    | Dominique Sineau    |             | DVD         | 1 336        | 28,62        | 2 519       | 56,25       |
| 4                    | Alexandrine Ferrand |             | FN          | 1 805        | 38,67        | 1 959       | 43,75       |
| 4                    | Julien Odoul        |             | FN          | 1 805        | 38,67        | 1 959       | 43,75       |
|                      |                     |             |             |              |              |             |             |
| Inscrits             | Inscrits            | Inscrits    | Inscrits    | 9 192        | 100,00       | 9 192       | 100,00      |
| Abstentions          | Abstentions         | Abstentions | Abstentions | 4 318        | 46,98        | 4 307       | 46,86       |
| Votants              | Votants             | Votants     | Votants     | 4 874        | 53,02        | 4 885       | 53,14       |
| Blancs               | Blancs              | Blancs      | Blancs      | 156          | 3,2          | 288         | 5,9         |
| Nuls                 | Nuls                | Nuls        | Nuls        | 50           | 1,03         | 119         | 2,44        |
| Exprimés             | Exprimés            | Exprimés    | Exprimés    | 4 668        | 95,77        | 4 478       | 91,67       |
| * conseiller sortant |                     |             |             |              |              |             |             |

### Canton de Saint-Florentin
| Candidats            | Candidats                 | Partis      | Partis      | Premier tour | Premier tour | Second tour | Second tour |
| Candidats            | Candidats                 | Partis      | Partis      | Voix         | %            | Voix        | %           |
| -------------------- | ------------------------- | ----------- | ----------- | ------------ | ------------ | ----------- | ----------- |
| 1                    | Jean-Jacques Grison       |             | PCF         | 466          | 7,08         |             |             |
| 1                    | Véronique Nichèle-Lejeune |             | PCF         | 466          | 7,08         |             |             |
| 2                    | Gérard André              |             | DVD         | 1 333        | 20,26        | 3 593       | 56,13       |
| 2                    | Marie-Laure Capitain      |             | DVD         | 1 333        | 20,26        | 3 593       | 56,13       |
| 3                    | Martine Goussot-Michel    |             | DVD         | 1 252        | 19,03        |             |             |
| 3                    | Maurice Hariot            |             | UMP         | 1 252        | 19,03        |             |             |
| 4                    | Thierry Corniot*          |             | DVG         | 1 193        | 18,13        |             |             |
| 4                    | Madeleine Raillard        |             | PS          | 1 193        | 18,13        |             |             |
| 5                    | Mehdi Barbot              |             | FN          | 2 335        | 35,49        | 2 808       | 43,87       |
| 5                    | Isabelle Janillon         |             | FN          | 2 335        | 35,49        | 2 808       | 43,87       |
|                      |                           |             |             |              |              |             |             |
| Inscrits             | Inscrits                  | Inscrits    | Inscrits    | 13 225       | 100,00       | 13 225      | 100,00      |
| Abstentions          | Abstentions               | Abstentions | Abstentions | 6 388        | 48,3         | 6 247       | 47,24       |
| Votants              | Votants                   | Votants     | Votants     | 6 837        | 51,7         | 6 978       | 52,76       |
| Blancs               | Blancs                    | Blancs      | Blancs      | 188          | 2,75         | 391         | 5,6         |
| Nuls                 | Nuls                      | Nuls        | Nuls        | 70           | 1,02         | 186         | 2,67        |
| Exprimés             | Exprimés                  | Exprimés    | Exprimés    | 6 579        | 96,23        | 6 401       | 91,73       |
| * conseiller sortant |                           |             |             |              |              |             |             |

### Canton de Sens-1
| Candidats   | Candidats                | Partis      | Partis      | Premier tour | Premier tour | Second tour | Second tour |
| Candidats   | Candidats                | Partis      | Partis      | Voix         | %            | Voix        | %           |
| ----------- | ------------------------ | ----------- | ----------- | ------------ | ------------ | ----------- | ----------- |
| 1           | Christophe Ben Ali       |             | PS          | 683          | 12,39        |             |             |
| 1           | Claudine Huguenot        |             | PS          | 683          | 12,39        |             |             |
| 2           | Paul-Antoine de Carville |             | UMP         | 1 114        | 20,21        |             |             |
| 2           | Laurence Ferrien         |             | DVD         | 1 114        | 20,21        |             |             |
| 3           | Danièle Gyssels          |             | DVD         | 1 732        | 31,43        | 3 704       | 70,32       |
| 3           | Gilles Pirman            |             | UMP         | 1 732        | 31,43        | 3 704       | 70,32       |
| 4           | Gil Gilbert              |             | DVG         | 558          | 10,13        |             |             |
| 4           | Ilham Maabich            |             | DVG         | 558          | 10,13        |             |             |
| 5           | Gabrielle Delmont        |             | FN          | 1 424        | 25,84        | 1 563       | 29,68       |
| 5           | Raphaël Ponroy           |             | FN          | 1 424        | 25,84        | 1 563       | 29,68       |
|             |                          |             |             |              |              |             |             |
| Inscrits    | Inscrits                 | Inscrits    | Inscrits    | 13 319       | 100,00       | 13 319      | 100,00      |
| Abstentions | Abstentions              | Abstentions | Abstentions | 7 551        | 56,69        | 7 635       | 57,32       |
| Votants     | Votants                  | Votants     | Votants     | 5 768        | 43,31        | 5 684       | 42,68       |
| Blancs      | Blancs                   | Blancs      | Blancs      | 181          | 3,14         | 300         | 5,28        |
| Nuls        | Nuls                     | Nuls        | Nuls        | 76           | 1,32         | 117         | 2,06        |
| Exprimés    | Exprimés                 | Exprimés    | Exprimés    | 5 511        | 95,54        | 5 267       | 92,66       |

### Canton de Sens-2
| Candidats   | Candidats            | Partis      | Partis      | Premier tour | Premier tour | Second tour | Second tour |
| Candidats   | Candidats            | Partis      | Partis      | Voix         | %            | Voix        | %           |
| ----------- | -------------------- | ----------- | ----------- | ------------ | ------------ | ----------- | ----------- |
| 1           | Clarisse Quentin     |             | UMP         | 1 402        | 26,64        | 2 994       | 60,56       |
| 1           | Philippe Serre       |             | UMP         | 1 402        | 26,64        | 2 994       | 60,56       |
| 2           | Guy Crost            |             | DVD         | 625          | 11,88        |             |             |
| 2           | Nicole Estevez       |             | DVD         | 625          | 11,88        |             |             |
| 3           | Maria de Kinderen    |             | FN          | 1 588        | 30,18        | 1 950       | 39,44       |
| 3           | Jacques Feliciano    |             | FN          | 1 588        | 30,18        | 1 950       | 39,44       |
| 4           | Aline Kpakpa         |             | PS          | 425          | 8,08         |             |             |
| 4           | Pascal Simon         |             | PS          | 425          | 8,08         |             |             |
| 5           | Dominique Chappuit   |             | DVG         | 812          | 15,43        |             |             |
| 5           | Guillaume Weecksteen |             | DVG         | 812          | 15,43        |             |             |
| 6           | Brigitte Lancelot    |             | EÉLV        | 410          | 7,79         |             |             |
| 6           | Yoann Toupet         |             | PCF         | 410          | 7,79         |             |             |
|             |                      |             |             |              |              |             |             |
| Inscrits    | Inscrits             | Inscrits    | Inscrits    | 12 928       | 100,00       | 12 928      | 100,00      |
| Abstentions | Abstentions          | Abstentions | Abstentions | 7 420        | 57,39        | 7 422       | 57,41       |
| Votants     | Votants              | Votants     | Votants     | 5 508        | 42,61        | 5 506       | 42,59       |
| Blancs      | Blancs               | Blancs      | Blancs      | 158          | 2,87         | 415         | 7,54        |
| Nuls        | Nuls                 | Nuls        | Nuls        | 88           | 1,6          | 147         | 2,67        |
| Exprimés    | Exprimés             | Exprimés    | Exprimés    | 5 262        | 95,53        | 4 944       | 89,79       |

### Canton de Thorigny-sur-Oreuse
| Candidats   | Candidats                 | Partis      | Partis      | Premier tour | Premier tour | Second tour | Second tour |
| Candidats   | Candidats                 | Partis      | Partis      | Voix         | %            | Voix        | %           |
| ----------- | ------------------------- | ----------- | ----------- | ------------ | ------------ | ----------- | ----------- |
| 1           | Alain Job                 |             | DVG         | 514          | 9,97         |             |             |
| 1           | Marianne Rabaté-Nanni     |             | DVG         | 514          | 9,97         |             |             |
| 2           | André Pitou               |             | DVG         | 1 005        | 19,49        |             |             |
| 2           | Marie-Thérèse Rey-Gaucher |             | PS          | 1 005        | 19,49        |             |             |
| 3           | Alexandre Bouchier        |             | UDI         | 1 495        | 28,99        | 2 676       | 53,95       |
| 3           | Michèle Crouzet           |             | UDI         | 1 495        | 28,99        | 2 676       | 53,95       |
| 4           | Pascale Manchin           |             | FN          | 2 143        | 41,56        | 2 284       | 46,05       |
| 4           | Ludovic Massard           |             | FN          | 2 143        | 41,56        | 2 284       | 46,05       |
|             |                           |             |             |              |              |             |             |
| Inscrits    | Inscrits                  | Inscrits    | Inscrits    | 10 008       | 100,00       | 10 008      | 100,00      |
| Abstentions | Abstentions               | Abstentions | Abstentions | 4 599        | 45,95        | 4 623       | 46,19       |
| Votants     | Votants                   | Votants     | Votants     | 5 409        | 54,05        | 5 385       | 53,81       |
| Blancs      | Blancs                    | Blancs      | Blancs      | 175          | 3,24         | 336         | 6,24        |
| Nuls        | Nuls                      | Nuls        | Nuls        | 77           | 1,42         | 89          | 1,65        |
| Exprimés    | Exprimés                  | Exprimés    | Exprimés    | 5 157        | 95,34        | 4 960       | 92,11       |

### Canton du Tonnerrois
| Candidats            | Candidats             | Partis      | Partis      | Premier tour | Premier tour | Second tour | Second tour |
| Candidats            | Candidats             | Partis      | Partis      | Voix         | %            | Voix        | %           |
| -------------------- | --------------------- | ----------- | ----------- | ------------ | ------------ | ----------- | ----------- |
| 1                    | Anne Jerusalem        |             | DVD         | 2 202        | 32,92        | 3 829       | 59,27       |
| 1                    | Maurice Pianon        |             | DVD         | 2 202        | 32,92        | 3 829       | 59,27       |
| 2                    | Bruno Picard          |             | PCF         | 1 157        | 17,30        |             |             |
| 2                    | Évelyne Trenchant     |             | PCF         | 1 157        | 17,30        |             |             |
| 3                    | Dominique Aguilar     |             | UDI         | 1 262        | 18,87        |             |             |
| 3                    | Jean-Pierre Bouilhac* |             | UMP         | 1 262        | 18,87        |             |             |
| 4                    | Jacques Coutela       |             | FN          | 2 068        | 30,92        | 2 631       | 40,73       |
| 4                    | Sandrine Neyens       |             | FN          | 2 068        | 30,92        | 2 631       | 40,73       |
|                      |                       |             |             |              |              |             |             |
| Inscrits             | Inscrits              | Inscrits    | Inscrits    | 12 714       | 100,00       | 12 712      | 100,00      |
| Abstentions          | Abstentions           | Abstentions | Abstentions | 5 691        | 44,76        | 5 590       | 43,97       |
| Votants              | Votants               | Votants     | Votants     | 7 023        | 55,24        | 7 122       | 56,03       |
| Blancs               | Blancs                | Blancs      | Blancs      | 256          | 3,65         | 486         | 6,82        |
| Nuls                 | Nuls                  | Nuls        | Nuls        | 78           | 1,11         | 176         | 2,47        |
| Exprimés             | Exprimés              | Exprimés    | Exprimés    | 6 689        | 95,24        | 6 460       | 90,7        |
| * conseiller sortant |                       |             |             |              |              |             |             |

### Canton de Villeneuve-sur-Yonne
| Candidats            | Candidats           | Partis      | Partis      | Premier tour | Premier tour | Second tour | Second tour |
| Candidats            | Candidats           | Partis      | Partis      | Voix         | %            | Voix        | %           |
| -------------------- | ------------------- | ----------- | ----------- | ------------ | ------------ | ----------- | ----------- |
| 1                    | Nicole Fossey       |             | DLF         | 212          | 4,61         |             |             |
| 1                    | Gérard Serré        |             | DLF         | 212          | 4,61         |             |             |
| 2                    | Cyril Boulleaux*    |             | DVG         | 1 251        | 27,21        | 2 207       | 49,33       |
| 2                    | Liliane Lavaux      |             | DVG         | 1 251        | 27,21        | 2 207       | 49,33       |
| 3                    | Michel Der Agobian  |             | DVD         | 948          | 20,62        |             |             |
| 3                    | Elisabeth Frassetto |             | DVD         | 948          | 20,62        |             |             |
| 4                    | Erika Roset         |             | FN          | 1 610        | 35,02        | 2 267       | 50,67       |
| 4                    | Claude Thion        |             | FN          | 1 610        | 35,02        | 2 267       | 50,67       |
| 5                    | Monique Bonnion     |             | DVG         | 576          | 12,53        |             |             |
| 5                    | Noël Roby           |             | DVG         | 576          | 12,53        |             |             |
|                      |                     |             |             |              |              |             |             |
| Inscrits             | Inscrits            | Inscrits    | Inscrits    | 9 453        | 100,00       | 9 453       | 100,00      |
| Abstentions          | Abstentions         | Abstentions | Abstentions | 4 674        | 49,44        | 4 561       | 48,25       |
| Votants              | Votants             | Votants     | Votants     | 4 779        | 50,56        | 4 892       | 51,75       |
| Blancs               | Blancs              | Blancs      | Blancs      | 150          | 3,14         | 311         | 6,36        |
| Nuls                 | Nuls                | Nuls        | Nuls        | 32           | 0,67         | 107         | 2,19        |
| Exprimés             | Exprimés            | Exprimés    | Exprimés    | 4 597        | 96,19        | 4 474       | 91,46       |
| * conseiller sortant |                     |             |             |              |              |             |             |

### Canton de Vincelles
| Candidats   | Candidats           | Partis      | Partis      | Premier tour | Premier tour | Second tour | Second tour |
| Candidats   | Candidats           | Partis      | Partis      | Voix         | %            | Voix        | %           |
| ----------- | ------------------- | ----------- | ----------- | ------------ | ------------ | ----------- | ----------- |
| 1           | Edwige Dorbon       |             | EÉLV        | 917          | 14,46        |             |             |
| 1           | Gérard Robert       |             | PCF         | 917          | 14,46        |             |             |
| 2           | Odile Maltoff       |             | UDI         | 1 133        | 17,87        |             |             |
| 2           | Jean-Michel Rigault |             | UDI         | 1 133        | 17,87        |             |             |
| 3           | Gérard Barbot       |             | FN          | 1 750        | 27,59        | 2 287       | 36,78       |
| 3           | Chantal Ferrer      |             | FN          | 1 750        | 27,59        | 2 287       | 36,78       |
| 4           | Christiane Lemoine  |             | DVG         | 1 612        | 25,42        | 3 931       | 63,22       |
| 4           | Yves Vecten         |             | DVG         | 1 612        | 25,42        | 3 931       | 63,22       |
| 5           | Jean-Claude Denos   |             | DVD         | 930          | 14,66        |             |             |
| 5           | Marie-Claude Sommer |             | DVD         | 930          | 14,66        |             |             |
|             |                     |             |             |              |              |             |             |
| Inscrits    | Inscrits            | Inscrits    | Inscrits    | 11 978       | 100,00       | 11 980      | 100,00      |
| Abstentions | Abstentions         | Abstentions | Abstentions | 5 337        | 44,56        | 5 131       | 42,83       |
| Votants     | Votants             | Votants     | Votants     | 6 641        | 55,44        | 6 849       | 57,17       |
| Blancs      | Blancs              | Blancs      | Blancs      | 223          | 3,36         | 505         | 7,37        |
| Nuls        | Nuls                | Nuls        | Nuls        | 76           | 1,14         | 126         | 1,84        |
| Exprimés    | Exprimés            | Exprimés    | Exprimés    | 6 342        | 95,5         | 6 218       | 90,79       |